# Mission julegave
Mission julegave (eng: Jingle All the Way) er en amerikansk familiefilm fra 1996 instrueret af Brian Levant og produceret af Chris Columbus. Filmen har Arnold Schwarzenegger i hovedrollen som faren der har glemt at købe den udsolgte Turbo Man-actionfigur til sin søn i julegave og derfor på bruge hele juleaftensdag på en sindssyg jagt rundt i byen efter et sidste eksemplar. Mission julegave var Schwarzeneggers sidste komediefilm hvor han havde hovedrollen i. Udover Arnold Schwarzenegger medvirker bl.a. Jake Lloyd, Rita Wilson, Sinbad og Phil Hartman, en af hans sidste filmroller.
Filmen fik en dårlig modtagelse af anmelderne, men blev et hit i biograferne med en indtjening på 129.832.389 mio. US-dollars.

## Handling
Howard Langston (Arnold Schwarzenegger) har ofte travlt på sit arbejde og har svært ved at finde tid ti, at være sammen med sin kone Liz (Rita Wilson) og sin søn Jamie (Jake Lloyd) – især sammenlignet med naboen, den fraskilte superfar, Ted Maltin (Phil Hartman). Efter at have brudt sit ord igen ved at være udeblevet fra Jamies overgang fra blåt til lilla bælte i hans karatetime, må Howard rode bod på det hele og sit forhold til både sønnen og hustruen, ved at opfylde Jamies højeste juleønske, en actionfigur ved navn Turbo-Man fra et populært børneprogram.
Uheldigvis har han allerede lovet tidligere på året, at købe en Turbo-Manfigur og senere glemt alt om at købe den. Samtidig er Turbo-Manfigurerne meget efterspurgte denne jul og lagerne rundt omkring i landet er hurtigt ved at løbe tør. Desperat for ikke at skuffe sin familie igen, kaster Howard sig ud på en episk jagt rundt i byen for, at finde det legetøj som alle leder efter. Undervejs møder Howard postbuddet Myron Larabee (Sinbad), der også søger efter en Turbo-Manfigur til sin søn og dermed er en rival til Howard. De to mænd bliver hurtigt bitre rivaler i deres jagt efter actionfiguren.
Howard og Myron forsøger sammen med masser af andre forældre, at købe de sidste Turbo-Manfigurer i et storcenter der har reklameret stort med de sidste eksemplarer. Som en del af pøblen smadres butikken, men Howard får ingen figur. I stedet henvender storcenterets julemand (James Belushi) og dennes assistent Tony the Elf (Danny Woodburn) sig til Howard og lover ham en Turbo-Man hvis han følger med til et afsides lagerhus et sted i byen. Howard ankommer til lagerhuset, som viser sig at huse en meget lyssky forretning af flere julemænd og deres assistentnisser, som sælger kopivarer af kendte produkter, heriblandt en Turbo-Mandukke, som hurtigt går i stykker mellem hænderne på Howard. De mange julemænd og nisser går derefter til angreb på Howard, men slås afbrydes dog pludselig da politiet stormer huset og under stort postyr arresterer alle. Howard når i farten, at gribe et plasticpolitiskilt og lader som om han selv er en undercoverpolitibetjent. I mellemtiden tager Howards nabo, Ted, sig af familien og gør tilnærmelser til Liz.
Howard møder Myron igen senere, begge mærket af den hårde og meningsløse kamp for en Turbo-Man til deres respektive sønner. Kort efter de slutter fred hører de i radioen, at vinderen af en konkurrence vil modtage en Turbo-Manfigur. Howard og Myron skynder sig hen til radiostationen og undervejs forsøger de at uskadeliggøre den anden. Begge når de frem til radiostudiet, hvor de finder ud af fra radioværten (Martin Mull) under en gidsellignende situation, at der kun er tale om et gavekort til en Turbo-Mandukke til efter jul. I mellemtiden dukker politiet op og stormer radiostationen under ledelse af betjent Alexander Hummell (Robert Conrad), som Howard gennem sin jagt på Turbo-Man flere gange har generet. Myron får ham og Howard ud af bygningen ved at true med at en tilfældig pakke fra hans postsæk indeholder en bombe. De efterlader "bomben" sammen med betjentene, hvorefter den springer i luften, til Myrons overraskelse.

## Medvirkende
| Skuespiller           | Rolle                       |
| --------------------- | --------------------------- |
| Arnold Schwarzenegger | Howard Langston             |
| Sinbad                | Myron Larabee               |
| Phil Hartman          | Ted Maltin                  |
| Rita Wilson           | Liz Langston                |
| Jake Lloyd            | Jamie Langston              |
| Robert Conrad         | betjent Alexander Hummell   |
| Martin Mull           | D.J.                        |
| James Belushi         | korrupt julemand            |
| E.J. De La Pena       | Johnny Maltin               |
| Laraine Newman        | førstedame Caroline Timmons |
| Justin Chapman        | Billy Timmons               |
| Harvey Korman         | præsident Fallon Timmons    |
| Richard Moll          | TV Dementor                 |
| Daniel Riordan        | Turbo-Man                   |
| Jeff L. Deist         | TV Booster/dukkefører       |
| Paul Wight            | Kæmpe Julemand              |
| Chris Parnell         | Butiksarbejder              |
| Curtis Armstrong      | Parade Booster              |
| Danny Woodburn        | Tony the Elf                |

## Produktion
Det meste af filmen er optaget i Minneapolis – Saint Paul (tvillingebyerne) i Minnesota, hvor handlingen også finder sted. Selve juleparaden er dog optaget på Universal Studios i Los Angeles i maj måned. Filmens budget var på tres millioner US-dollars, af dem var de femten millioner Arnold Schwarzeneggers løn. Filmens amerikanske titel, Jingle All the Way, kommer af julesangen Jingle Bells.

## Modtagelse
Mission julegave fik generelt en meget dårlig modtagelse af anmelderne. På Rotten Tomatoes holder filmen en friskhedsprocent på 16%. Den anerkendte filmanmelder Roger Ebert gav til gengæld filmen tre og en halv stjerner ud af fire og var ganske tilfreds med filmen, men havde udtrykte til sidst dog: "I was sort of depressed by its relentlessly materialistic view of Christmas, and by the choice to go with action and (mild) violence over dialogue and plot".

### Rating
Filmen fik en såkaldt PG-rating af The Motion Picture Association of America (MPAA). Tildelingen af en PG-Rating begrundes med: "For Action Violence, Mild Language And Some Thematic Elements".

### Priser og nomineringer
- Golden Raspberry Award (uddelt 1997)
  - Razzie Award for værste instruktør (Brian Levant)

- Blockbuster Entertainment Awards (uddelt 1997)
  - Blockbuster Entertainment Award for bedste mandlige birolle i en familiefilm (Sinbad)

## Ekstern henvisning
- Mission julegave på Internet Movie Database (engelsk)
- Mission julegave på Filmdatabasen
- Mission julegave på Scope
- Mission julegave i Svensk Filmdatabas (svensk)
- Mission julegave på AlloCiné (fransk)
- Mission julegave på MovieMeter (nederlandsk)
- Mission julegave på AllMovie (engelsk)
- Mission julegave hos American Film Institute (engelsk)
- Mission julegave på Turner Classic Movies (engelsk)
- Mission julegave på The Movie Database (engelsk)
- Anmeldelse af Roger Ebert fra 22. november 1996 Arkiveret 10. oktober 2012 hos  Wayback Machine
- Mission julegave på Moviemistakes